# Dave O’Brien (Eishockeyspieler)
Dave O’Brien (* 16. Januar 1962 in Brighton, Ontario) ist ein ehemaliger kanadischer Eishockeyspieler.

## Karriere
O’Brien spielte in seiner Juniorenzeit gemeinsam mit Dan Hodgson, Rick Nasheim und Geoff Courtnall bei den Cowichan Valley Capitals in der kanadischen Juniorenliga British Columbia Hockey League. Im deutschen Eishockeysport startete er seine Karriere im Sommer 1981 in der 2. Bundesliga beim EC Hannover, wechselte jedoch bereits in der darauffolgenden Saison zum Duisburger SC. Nach drei Spielzeiten verließ er Duisburg Richtung Kassel zum dortigen EC Kassel.
In Kassel erzielte O’Brien in den vier Spielzeiten, einschließlich der Play-off-Spiele, insgesamt über 458 Scorerpunkte und erhielt von den dortigen Fans den Spitznamen „Marlboro Man“. Er war, nicht zuletzt auch durch seinen Kampfgeist und die vielen Strafminuten, einer der auffälligsten Spieler in Kassel. Aufgrund seiner überzeugenden Spielweise wechselte er 1988 in die Eishockey-Bundesliga zum ESV Kaufbeuren, bei dem er sich allerdings mit nur 16 absolvierten Spielen nicht durchsetzen konnte und daher noch in der gleichen Spielzeit erneut zum Duisburger SC in die zweite Liga wechselte.
An die Leistungen aus Kasseler Zeiten konnte O’Brien jedoch weder beim Grefrather EC, noch beim ECD Iserlohn anknüpfen. Ab 1994 spielte er für den ERC Westfalen Dortmund 1990 in der damals zweithöchsten deutschen Eishockeyliga, der 1. Liga Nord. In Dortmund fand der gebürtige Kanadier zu seiner alten Form zurück und trug insgesamt 111 Mal das Trikot des ERC. Dabei konnte er 230 Punkte erzielen. Nachdem der Verein im Jahr 1996 Insolvenz anmelden musste, verließ er den Klub. Weitere Karrierestationen waren verschiedene Ruhrgebietsvereine in der Regionalliga NRW. Im Jahr 2001 beendete er seine sportlich aktive Karriere im Alter von 39 Jahren.